# نیهل (کلن)
نیهل (به آلمانی: Niehl) یک منطقهٔ مسکونی در آلمان است که در Nippes واقع شده‌است.